# Serpusiacris
Serpusiacris is een geslacht van rechtvleugeligen uit de familie veldsprinkhanen (Acrididae). De wetenschappelijke naam van dit geslacht is voor het eerst geldig gepubliceerd in 1967 door Descamps & Wintrebert.

## Soorten
Het geslacht Serpusiacris  is monotypisch en omvat slechts de volgende soort:
- Serpusiacris alticola (Descamps & Wintrebert, 1967)